# آمین‌کافت
آمین‌کافت یا آمینولیز(به انگلیسی: Aminolysis) در واکنش‌های شیمیایی به فرایندی گفته می‌شود که طی آن یک مولکول آلی در واکنش با یک آمین یا آمونیاک به دو مولکول تقسیم می‌شود. به عنوان مثال واکنش زیر که طی آن یک هالید در یک مولکول آلکیل هالید(R-X) با یک گروه عاملی آمین جایگزین می‌شود، نمونه‌ای از این نوع واکنش است. همچنین در طی این فرایند هیدروژن هالید(HX) حذف شده، به صورت گاز آزاد می‌شود.
R-X + R'-NH2 → R-NH-R' + HX